# دائرة (فلم 2015)
دائرة (بالإنجليزية: Circle) هو فيلم رعب نفسي أمريكي من كتابة وإخراج آرون هان وماريو ميسكوني سنة 2015.
الفيلم مستوحى من الفيلم الدرامي 12 رجلا غاضبا (1957).

## القصة
في إطار من الدراما والرعب والخيال العلمي، تدور أحداث الفيلم حول غرفة ضخمة وغامضة، حيث يستعيد 50 شخصًا الوعي في غرفة مغلقة دون أن يتذكروا كيف وصلوا إلى هذا المكان. كل واحد يقف داخل دائرة لا يستطيع الخروج منها. يبدأ العد، كل دقيقتين يتم قتل شخص بشكل عشوائي بواسطة شعاع ويتم إخلاء جسده تلقائيًا من الغرفة. يدرك السجناء بسرعة أن بإمكانهم التصويت أثناء هذا العد، وأن الشخص صاحب أكبر عدد من الأصوات يقتل، حتى يبقى شخص واحد فقط.

## روابط خارجية
- مقالات تستعمل روابط فنية بلا صلة مع ويكي بيانات

لا توجد روابط لمواقع التواصل الاجتماعي.